# Йоргенсен, Берта Мэй
Берта Мэй Йоргенсен (англ. Bertha May Jorgensen) — австралийская скрипачка, концертмейстер и музыкальный педагог.

## Биография
Берта Мэй Йоргенсен родилась в семье пекаря Эмиля Ханса Йоргена Йоргенсена, который в свободное от работы время играл на скрипке в любительском оркестре. Научившись, благодаря отцу, играть на скрипке, Йоргенсен в четырёхлетнем возрасте впервые выступила перед публикой. Для совершенствования своих музыкальных навыков она принимала участие в ежегодном фестивале Royal South Street Eisteddfod и посещала в Мельбурне уроки скрипача Альберто Зелмана. 
В 1920 году Зелман предложил Йоргенсен присоединиться к Мельбурнскому симфоническому оркестру, в составе которого она прошла путь от солистки до концертмейстера, и в выступлениях которого она принимала участие на протяжении полувека.
Во время Второй мировой войны Йоргенсен по просьбе своей подруги, французской скрипачки Жанны Готье заменила её на посту преподавателя Консерватории Мельбурнского университета, на котором она оставалась вплоть до 1958 года. Покинув университетскую консерваторию, Йоргенсен сконцентрировалась на работе концертмейстером в Мельбурнском симфоническом оркестре, за что в 1960 году она была награждена медалью Британской империи. Выйдя через девять лет на пенсию, она не отошла от музыки и стала работать в команде своего бывшего студента Леонарда Домметта. 
В 1989 году Мельбурнский симфонический оркестр удостоил Йоргенсен статуса пожизненного члена, тем самым сделав её вторым человеком после Элтона Джона, получившим такое звание. Умерла Йоргенсен 11 января 1999 года от рака мочевого пузыря в одной из больниц Мельбурна.